# Asiolasma juergengruberi
Espèce
Asiolasma juergengruberi est une espèce d'opilions dyspnois de la famille des Nemastomatidae.

## Distribution
Cette espèce est endémique du Yunnan en Chine. Elle se rencontre vers Lijiang.

## Description
Les mâles mesurent de 3,0 à 3,3 mm et les femelles de 3,2 à 3,4 mm.

## Systématique et taxinomie
Cette espèce a été décrite par Martens en 2019.

## Étymologie
Cette espèce est nommée en l'honneur de Jürgen Gruber.

## Publication originale
- Martens, 2019 : « An ancient radiation: Ortholasmatine harvestmen in Asia - a new genus, three new species and a revision of the known species (Arachnida, Opiliones, Nemastomatidae). » Revue suisse de Zoologie, vol. 126, no 1, p. 79–110.